# Antonio da Sangallo starejši
Antonio da Sangallo starejši, italijanski arhitekt in vojaški inženir, * 1453, Firence, † 27. december 1534, Firence.

## Življenjepis
Antonio da Sangallo se je rodil v Firencah.
Sangallov oče Francesco Giamberti je bil lesar. Arhitekta sta bila tudi njegov brat Giuliano da Sangallo in nečak Antonio da Sangallo mlajši. Sangallov boter, Giulio de' Medici (bodoči papež Klemen VII.) ga je vzgajal v svojem gospodinjstvu, dokler deček ni dopolnil sedem let, ko je Giuliov stric Lorenzo Medičejski Veličastni postal njegov stalni skrbnik.
Sangallo je pogosto delal v partnerstvu z bratom; vendar je izvedel številna samostojna dela. Kot vojaški inženir je bil še posebej spreten in je gradil pomembna dela v Arezzu, Montefiasconeu, Firencah in Rimu. Njegovo najbolj izstopajoče delo kot arhitekta je cerkev San Biagio v Montepulcianu, v tlorisu grški križ z osrednjo kupolo, "prva velika kupola cinquecenta, ki je bila dokončana". in dva stolpa - v manjšem obsegu podobna Bramantejevi zasnovi za baziliko sv. Petra.
Sangallo je v istem mestu zgradil tudi palačo, različne cerkve in palače v Monte San Savinu ter v Firencah vrsto samostanskih zgradb za menihe servite. Njegova druga dela so še Forte Sangallo Civita Castellana in stara trdnjava v Livornu. Antonio se je predčasno upokojil in se zadnja leta ukvarjal s kmetijstvom.

## Glavna dela
- Utrdba Angelski grad v Rimu od leta 1495.[7]
- Forte Sangallo v Civita Castellana predstavlja pomemben trenutek v karieri Sangalla in predstavlja eno njegovih mojstrovin. Arhitekt je bil gradbišču zapisan od leta 1499 do papeževe smrti leta 1503 s številnimi sodelavci. Druga dela so se izvajala pod papežem Julijem II. V njem so uporabljeni najsodobnejši koncepti utrdbe s peterokotnim obodom, bastijoni z zaobljenimi vogali, in druge. Trdnjava je imela tudi reprezentativne in stanovanjske funkcije kot papeževo stanovanje v notranjosti in dvorišče z dvojnim redom dorskih in jonskih pilastrov, ki uokvirjajo oboke in ki predstavlja enega najzgodnejših primerov te značilne arhitekturne rešitve zgodnjega 16. stoletja.[8]
- Obnova Rocca di Nepi (1499-1504).
- Forte Sangallo (Nettuno) (1501-1503). Projekt, čeprav ni jasne dokumentacije, se pripisuje Antoniju, čeprav ne manjka dvomov in je bilo omenjeno tudi ime Giuliana.
- Trdnjava Castrocaro iz leta 1504. Stoji na hribu nad komunikacijsko dolino med Romagno in Toskano, zgrajena je bila s prenovo že obstoječih srednjeveških zgradb in je sestavljena iz opečnega kompleksa, sestavljenega iz treh obzidnih obodov z izvirno poligonalno obliko, krožnih bastijonov in različnih inovativnih rešitev glede postavitve obokanih mest z velikim topništvom.
- Trdnjava Medici v Arezzu (od 1502), ki jo je Vasari pripisal Giulianu, na splošno pa se pripisuje Antoniju.
- Loggiato dei Servi na Piazza Santissima Annunziata v Firencah.
- Rocca Montefiascona.
- Stara trdnjava Livorno.
- Cerkev Madonna di San Biagio, Montepulciano
- Palazzo Nobili-Tarugi v Montepulcianu (atribucija negotova).
- Palača Contucci v Montepulcianu.
- Palazzo Del Monte v Monte San Savinu.
- Cerkev Sant'Agostino (Colle Val d'Elsa).
- Obnova trdnjave Ripafratta (ali Lipafratta).
- Obnova trdnjave Verruca (1509) z izgradnjo dveh poligonalnih bastijonov.